# Olszakumpel
Olszakumpel, właśc. Krystian Olszewski (ur. 17 lipca 1997 w Płocku) – polski raper, streamer i autor tekstów. Członek grupy Chillwagon.

## Życiorys
Swoją rozpoznawalność zdobył na streamach popularnego polskiego streamera Xayoo, gdzie regularnie występował. 7 października 2017 nagrali wspólnie remix do piosenki „Diamenty”.
14 września 2017 roku opublikował utwór pt. „Fanka”.
Wziął udział w akcji #chillwagonchallenge organizowanej przez grupę raperów Chillwagon. Akcja miała na celu wyłonienie nowego członka grupy.
Został ogłoszony zwycięzcą akcji i we wrześniu na kanale Spacerange pojawił się numer grupy Chillwagon z Krystianem jako nowym członkiem grupy.
Od 2019 wydał dwa albumy we współpracy z Chillwagonem. Poza rapem zajmuje się również streamingiem, na swoim kanale na platformie Twitch zgromadził 185,6 tys. obserwujących.

## Dyskografia

### Albumy studyjne
| Rok  | Album                                                                                            | Pozycja na liście |
| Rok  | Album                                                                                            | POL               |
| ---- | ------------------------------------------------------------------------------------------------ | ----------------- |
| 2018 | GamePlay - Data: 17 października 2018 - Wydawca: brak (nielegal) - Format: CD, digital download  | –                 |
| 2021 | Kumpel - Data: 16 kwietnia 2021 - Wydawca: chillwagon.co/e-Muzyka - Format: CD, digital download | 4                 |
| 2022 | Big Belly Boy - Data: 2 września 2022 - Wydawca: SpaceRange - Format: CD, digital download       | –                 |

### Albumy we współpracy
| Rok  | Album | Pozycja na liście | Sprzedaż       | Certyfikat              |
| Rok  | Album | POL               | Sprzedaż       | Certyfikat              |
| ---- | --- | ----------------- | -------------- | ----------------------- |
| 2019 | Chillwagon (oraz Chillwagon) - Data: 6 grudnia 2019 - Wydawca: chillwagon.co - Format: CD, digital download | 1                 | - POL: 30 000+ | - ZPAV: platynowa płyta |
| 2020 | 2.0 (oraz Chillwagon) - Data: 18 grudnia 2020 - Wydawca: chillwagon.co - Format: CD, digital download       | 8                 | - POL: 15 000+ | - ZPAV: złota płyta     |

### Single
Jako główny artysta
| Rok  | Tytuł                              | Certyfikat              | Album                             |
| ---- | ---------------------------------- | ----------------------- | --------------------------------- |
| 2019 | „Niech żyje ballet”                |                         | Singel niealbumowy                |
| 2019 | „Chillrocket”                      |                         | Singel niealbumowy                |
| 2019 | „Krzyż”                            |                         | Singel niealbumowy                |
| 2019 | „Trapiraci” (gośc. Paris Platynov) |                         | Singel niealbumowy                |
| 2019 | „Tempo” (gość. Sapi Tha King)      | - ZPAV: złota płyta     | Singel niealbumowy                |
| 2020 | „Kodeks marki”                     | - ZPAV: platynowa płyta | Kumpel                            |
| 2020 | „Luna”                             | - ZPAV: złota płyta     | Singel niealbumowy                |
| 2020 | „Demo”                             |                         | Singel niealbumowy                |
| 2020 | „Kosmiczny track”                  |                         | Singel niealbumowy                |
| 2021 | „Piesek”                           |                         | Kumpel                            |
| 2021 | „Kumpel”                           |                         | Kumpel                            |
| 2021 | „Mapa” (gość. Kuqe 2115)           |                         | Kumpel                            |
| 2021 | „Santa Monica”                     |                         | Kumpel                            |
| 2022 | „Big Belly Boy”                    |                         | Big Belly Boy                     |
| 2022 | „Pascal, po prostu gotuj”          |                         | Big Belly Boy                     |
| 2022 | „Bbbefsztyk” (gośc. vkie, Buffel)  |                         | Big Belly Boy                     |
| 2023 | „Joble$$”                          |                         | Singel niealbumowy                |
| 2024 | „Bunt” (oraz Janusz Walczuk)       |                         | Piep*zyć Mickiewicza (soundtrack) |
| 2024 | „Hej! Ale się skułem” (gośc.ZetHa) |                         | Singel niealbumowy                |

Jako artysta gościnny
| Rok  | Tytuł                                                            | Certyfikat          | Album              |
| ---- | ---------------------------------------------------------------- | ------------------- | ------------------ |
| 2020 | „Milcz” (Qry; gośc. Olszakumpel)                                 |                     | Droga snów         |
| 2021 | „Polskie ciężkie trapisko” (ZetHa; gośc. Żabson, Olszakumpel)    | - ZPAV: złota płyta | 9                  |
| 2022 | „Gram se w FIFĘ” (Majkel Buszu; gośc. Olszakumpel)               |                     | Purpurowe niebo    |
| 2023 | „Plemię” (Fave7; gośc. Borixon, Olszakumpel, Fligru, yezusslime) |                     | Singel niealbumowy |
| 2023 | „Parę sztuk” (Duszyn; gośc. Olszakumpel)                         |                     | Singel niealbumowy |